# Tetra (Unternehmen)
Koordinaten: 52° 12′ 4″ N, 8° 20′ 58,6″ O
Die Tetra GmbH ist ein deutscher Hersteller von Fischfutter, Wasserpflegeprodukten und technischem Zubehör in den Bereichen Warm- und Kaltwasseraquarien sowie Gartenteich. Das Unternehmen gehört zum US-amerikanischen Konsumgüterkonzern Spectrum Brands und hat seinen Sitz in der Stadt Melle im Landkreis Osnabrück. Tetra ist die Nr. 1-Marke im Bereich Zierfischfutter.

## Geschichte

### Gründung und erste Entwicklungen

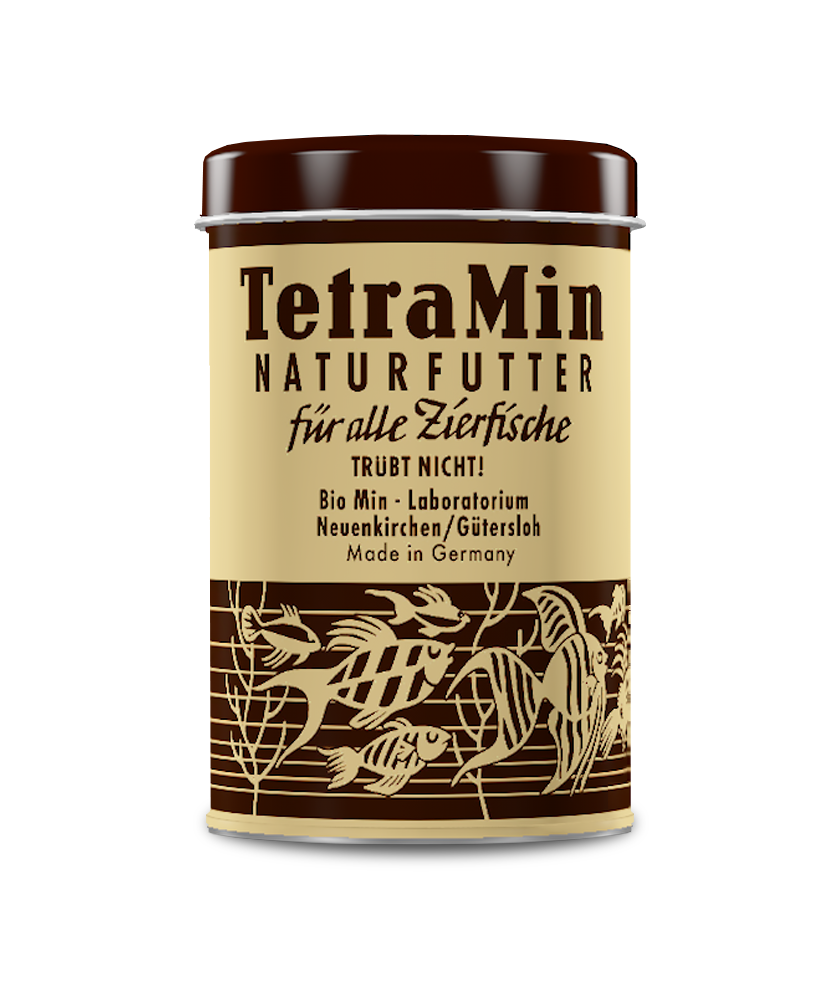
Die erste Produktverpackung von TetraMin aus den 1950er Jahren

Die heutige Tetra GmbH wurde 1951 von Ulrich Baensch (1917 – 2006) in Hannover unter dem Namen Tropenhaus gegründet. Baensch züchtete bereits Anfang der 1950er-Jahre tropische Zierfische, zu einer Zeit, in der diese noch mit Lebendfutter gefüttert werden mussten. Dieses Futter – wie zum Beispiel Wasserflöhe – war sowohl schwierig zu beschaffen als auch mit gesundheitlichen Risiken für die Zierfische verbunden. Baensch plante, dieses Problem durch ein spezielles industriell herzustellendes Trockenfischfutter zu lösen, um die Aquaristik als Hobby einer breiteren Masse zugänglich zu machen. 1953 gründete Baensch das BioMin-Labor, in dem er ausführliche Tests durchführte und an einem geeigneten Fischfutter arbeitete. Auf der Grundlage von tierischen und pflanzlichen Rohstoffen erfand er ein dafür geeignetes Verfahren. Der Name des ersten Futters „TetraMin“ setzt sich zusammen aus Tetra (griechisch „vier“) und Min (letzte Silbe von „Vitamin“). TetraMin kam 1955 in den weltweiten Handel. In den folgenden Jahrzehnten entwickelte Tetra, mit Hilfe einer bis heute für die Branche einmaligen Forschungs- und Entwicklungsabteilung aus Biologen, Ingenieure, Ernährungswissenschaftler, Chemiker und Veterinärmediziner, zahlreiche weitere Produkte, darunter Wasserpflegemittel, Arzneimittel für Fische, Aquarium-Sets und technische Geräte wie Filter, Heizer und später auch Futterautomaten. Viele dieser Produkte waren Weltneuheiten und wurden ebenfalls zu internationalen Erfolgen. Tetra ist Inhaber von aktuell ca. 200 Patenten.

### Umbenennung und Wachstum
1961 stieg H. Ulrich Baenschs Sohn Hans A. Baensch, der später den Tetra Verlag gründete, in das Unternehmen ein. 1962 verlegte Baenschs Unternehmen mit damals 20 Mitarbeitern seinen Firmensitz nach Melle in Niedersachsen und firmierte fortan als Tetra Kraft Werke. Zu dieser Zeit meldete Baensch 15 Patente auf Fischfutterherstellungsverfahren und 20 Warenzeichen an. Darüber hinaus erschien 1962 erstmals die Aquaristikzeitschrift von Tetra, die Wasserfloh-Post. In den Folgejahren setze ein starkes Wachstum ein, sodass Tetra Anfang der 1970er-Jahre expandierte und ein Zweigwerk in Offelten eröffnete.

### Weltweite Expansion
1974 kaufte der US-amerikanische Konzern Warner-Lambert Tetra. Im Folgejahr zählte das Unternehmen – wie auch aktuell – rund 400 Mitarbeiter und 16.000 m2 Produktionsfläche. In den 1980er-Jahren brachte Tetra mit Tetra Pond eine eigene Marke für das wachsende Gartenteichsegment heraus. Sie umfasst Futter, Pflege und Technik. Mitte der 1990er-Jahre eröffnete das Unternehmen Standorte in Blacksburg und Morris Plains in den USA. In Melle wurden neben der Produktion von Futter und Pflegemitteln fortan auch Lager und Logistik konzentriert. Bis zum Ende der 1990er-Jahre konnte Tetra seinen weltweiten Marktanteil auf 80 % steigern. Im Jahr 1999 ging Tetra eine Kooperation mit dem Osnabrücker Zoo ein, der seitdem das Tetra-Aquarium mit Salzwasserbereich und Süßwasserbereich betreibt. Im Dezember 2002 veräußerte der Pfizer-Konzern, der Warner-Lambert in der Zwischenzeit übernommen hatte, Tetra an Triton, einen unabhängigen europäischen privaten Aktienfonds. Knapp drei Jahre später wurde das Unternehmen vom amerikanischen Konsumgüterkonzern Spectrum Brands übernommen und bildet seitdem ein wichtiges Standbein für den Bereich „Global Pet Care“ von Spectrum Brands.

## Unternehmensstruktur

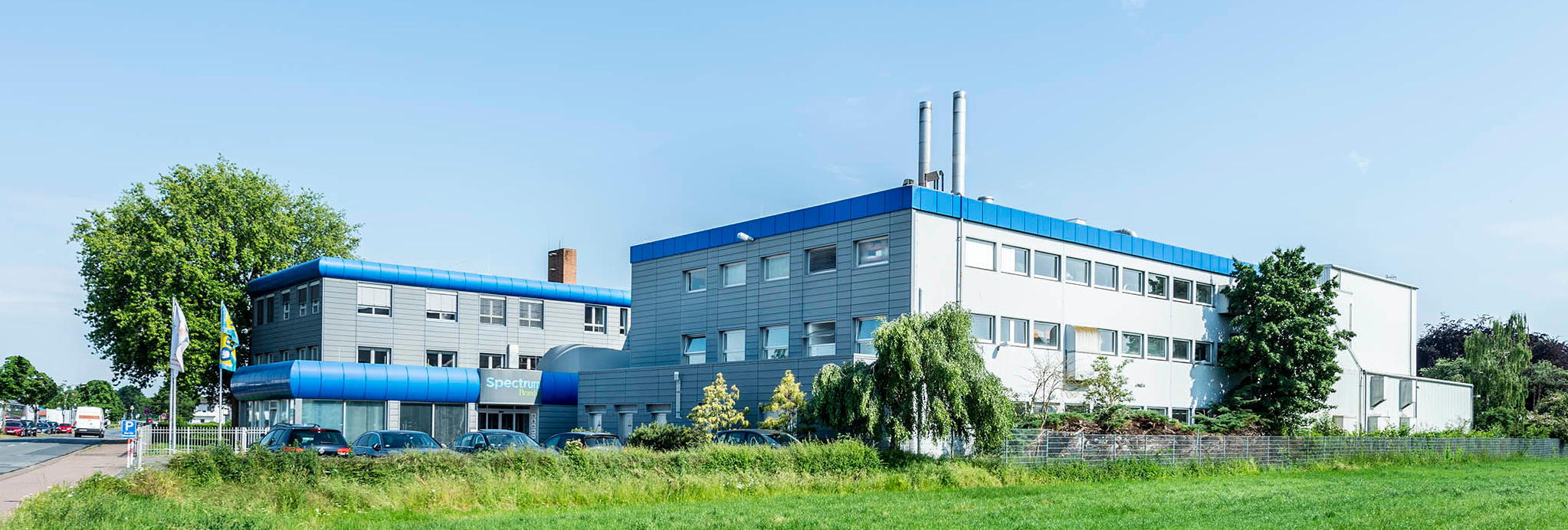
Tetras Standort in Melle, Niedersachsen

Spectrum Brands ist einer der großen amerikanischen Anbieter von Heimtierfutter und Heimtier-Bedarfsartikeln und beschäftigt weltweit ca. 3.000 Mitarbeiter (Stand August 2024). Seit der Übernahme wird vom Standort in Melle aus nicht nur mehr die Marke Tetra gemanagt; inzwischen werden auch die Marken 8in1, FURminator, IAMS und Eukanuba (Europa), SmartBones, Nature’s Miracle, Good Boy und Meowee! vom südlichen Niedersachsen aus vorangetrieben. Damit hat sich die Produktpalette auf Hunde- und Katzenfutter, Snacks & Treats sowie Fellpflege- und Hygieneprodukte für Haustiere erweitert, womit Spectrum Brands sich als einer der weltweit führenden Anbieter für Haustierprodukte etablieren konnte.
Mittlerweile verkauft die Tetra GmbH ihre Produkte weltweit in über 120 Ländern. Vom zentralen Produktionsstandort für Futter- und Pflegemitteln in Melle liefert Tetra als Weltmarktführer Qualität „Made in Germany“ in die ganze Welt. Die Tetra-Produkte werden durch ein globales Netz aus nationalen Gesellschaften mit Standorten in Europa, Nord- und Lateinamerika, Asien und Australien sowie zahlreiche weltweite Handelspartner vertrieben.
Als wichtigster Absatzmarkt für Tetra entwickelten sich dabei die Vereinigten Staaten. Aktuell verkauft Tetra mehr als 600 verschiedene Produkte.

## Produkte
Die Produktpalette von Tetra gliedert sich in die Bereiche Aquarium, Gartenteich und Terrarium. Hier bietet Tetra jeweils Futter für Fische, Krebstiere und Reptilien an sowie Produkte für die Wasserpflege, Wasseraufbereitung, Antialgenmittel, Wassertests und Arzneimittel. Seit 2006 bietet Tetra ebenfalls Aquarien und Aquarienzubehör an, wie z. B. Filter, Heizstäbe, Kescher usw.

## Nachhaltigkeit und Zukunft
Im Jahr 2024 hat Tetra damit begonnen, eine neue Generation von Fischfutter auf den Markt zu bringen, die den sich wandelnden Bedürfnissen von Aquarianern und Teichbesitzern sowie der Umwelt gerecht wird. Unter dem internen Arbeitstitel „NutriEvolution“ überarbeitet Tetra das gesamte Futtersortiment, das sich durch weniger, aber hochwertigere Zutaten auszeichnet. Zusätzlich werden im Einklang mit Tetras Engagement für Nachhaltigkeit alle Futterdosen auf eine wiederverwertbare oder 100 Prozent recycelte Basis umgestellt. Durch die Verwendung postindustrieller Recyclingmaterialien ist Tetra in der Lage, bis zu 520 Tonnen Kunststoff pro Jahr einzusparen. So verringert das Unternehmen nicht nur aktiv seinen ökologischen Fußabdruck, es fördert zusätzlich auch die Kreislaufwirtschaft.

## Auszeichnungen
- 2024: Deutsche Standards: Marken des Jahrhunderts
- 2023: World Branding Award in der Kategorie Fischfutter
- 2023: Innovation durch Forschung
- 2023: Highest Quality als deutsche Marke im Bereich Aquaristik
- 2022: World Branding Award in der Kategorie Fischfutter
- 2022: Highest Quality als deutsche Marke im Bereich Aquaristik
- 2022: Deutsche Standards: Marken des Jahrhunderts
- 2019: Herausragende Marke bei den German Branding Awards
- 2017: World Branding Award in der Kategorie Fischfutter
- 2016: Innovativ durch Forschung
- 2016: Deutsche Standards: Marke des Jahrhunderts[7]
- 2015: Lexikon der deutschen Weltmarktführer
- 2014: Innovativ durch Forschung
- 2013: Deutsche Standards: Marken des Jahrhunderts
- 2011: The Pet Supplier of the Year (Lieferant des Jahres)
- 2010: Deutsche Standards: Marken des Jahrhunderts
- 2006: IF Design Award in der Kategorie Freizeit/Lifestyle[17][18]